# Хотинская битва (1621)
Хоти́нская би́тва (польск. Bitwa pod Chocimiem) — сражение, произошедшее между армией Речи Посполитой под командованием великого гетмана литовского Яна Кароля Ходкевича (в том числе Войска запорожского под командованием гетмана Петра Сагайдачного) с войском Османской империи султана Османа II. Сражение продолжалось c 2 сентября по 9 октября 1621 года.
В результате победы польских войск под Хотином Османская империя была вынуждена прекратить войну и на время отказаться от планов расширения своих границ в Европе.

## Предыстория
В конце XVI-го и начале XVII—го века магнаты Речи Посполитой вмешались в дела Молдавии, которая была вассальным государством Османской империи. Кроме того, османы были раздражены постоянными набегами казаков, тогда номинально подданных Речи Посполитой, через границу на османские территории. Кроме всего прочего султан Осман II ставил планы по завоеванию земель Речи Посполитой и расширению Османской империи на север.
Тем временем по всей Европе бушевала Тридцатилетняя война. Речь Посполитая относительно не вмешивалась в эту войну, но польский король Сигизмунд III Ваза послал элитное и безжалостное наёмное конное подразделение лисовчиков, чтобы помочь своим союзникам Габсбургам в Вене, поскольку его шурин был императором. Они победили Дьёрдя Ракоци из Трансильвании в битве при Гуменне в 1619 году. Габор Бетлен, правящий князь Трансильвании, обратился за помощью к султану Осману II. Султан согласился. Большая османская армия была собрана для вторжения в Речь Посполитую. 20 сентября 1620 года османская армия под командованием бейлербея Очакова Искендер Паши разгромила армию Речи Посполитой в Цецорской битве, захватила в плен Станислава Конецпольского, казнила обезглавив польского главнокомандующего Станислава Жолкевского:347, после победы татарские отряды были отправлены в грабительский набег на Подолье. Кампания была приостановлена на зиму. Обе стороны возобновили военные действия в 1621 году.
В апреле 1621 года османская армия из 120 000—160 000 солдат (источники разнятся) во главе с Османом II двинулась из Константинополя и Эдирне к границе Речи Посполитой. Кантемир-мурза и крымский хан Джанибек Герай выступили в поход на стороне османов. Примерно 25 % османских войск составляли контингенты из вассальных государств: татар, молдаван и валахов, в общей сложности около 13 000 человек. Османская армия имела около 66 тяжелых орудий. Когда османы достигли района близ города Яссы, 26/27 июля произошло распределение бахиша или оплаты. В армии было 34 825 солдат капикулу, которые были регулярными частями. Каждому из них было выплачено 1000 акче, в общей сложности было потрачено 34 825 000 акче.
Тем временем Сейм Речи Посполитой, потрясённый прошлогодним поражением, согласился поднять налоги и финансировать большую армию, а также обратился к своим союзникам запорожским казакам за помощью, чтобы набрать большое количество казачьих отрядов. Казацкая Рада 17 июня 1621 года в урочище Сухая Дубрава на Черкащине одобрила решение об участии в борьбе против Османской империи и выслала в Варшаву делегацию во главе с Петром Сагайдачным. После того как войско было собрано, великий гетман литовский Ян Кароль Ходкевич переправился через Днестр в сентябре 1621 года примерно с 20 000 до 35 000 солдат, к которым присоединились ещё 10 000 во главе с будущим королём Польши и великим князем литовским Владиславом Вазой:369. Польско-литовское войско насчитывало 30 000 человек (18 000 кавалерии, 12 000 пехоты), а союзное казачье войско состояло из 25 000—40 000 человек, в основном пехоты, во главе с гетманом Петром Кононовичем Сагайдачным:368. У казаков было около 22 орудий:369.

## Ход битвы
Польско-литовская армия подошла к Хотину около 24 августа и начала укрепляться у Хотинской крепости, преграждая путь османскому войску:570. Казацкое войско под командованием запорожского гетмана Якова Бородавки отправилось к Хотинской крепости позже. Армия следовала общей стратегии обороны, когда сталкивалась с крупными османскими силами. Она использовала глубокую оборону, построив отдельные фортификации для укрепления лагеря. Эти укрепления были рассчитаны на использование кавалерийских контратак. Кавалерийские контратаки были особенно важны, потому что Речь Посполитая сильно полагалась на своих элитных крылатых гусар и казаков. Был создан полукруг полевых укреплений. Крепость находилась за укреплениями, а река Днестр граничила с ними. Полукруг был разделен на три части: правый фланг, под командованием гетмана Ходкевича; центральную часть, под командованием князя Владислава; и левый фланг, под командованием полковника Любомирского. Кроме того, перед главной линией обороны были разбиты два укрепленных лагеря: казаков и наёмников (знаменитые лисовчики).
27 августа казачий кавалерийский отряд совершил самоубийственный рейд, задержав приближающиеся османские войска. Он также нанёс потери силам в несколько раз превышающие его по численности, но нападавшие были почти все перебиты. 31 августа татарская кавалерия под командованием татарского хана Джанибека Гирея, в свою очередь, нанесла удар по казачьим войскам за пределами лагеря. Османы пытались рассеять казаков и отрезать их от основных польско-литовских сил, но безуспешно. Ко 2 сентября прибыла основная османская армия, и осада началась на следующий день после того, как казаки присоединились к польско-литовскому лагерю:368.
1 сентября 1621 года турки начали штурм ещё не укрепленных казацких позиций.

Утром … неприятель мощно ударил на запорожцев … чтобы их изрубить и разгромить. 3 000 человек пехоты полковника г. Эрнста Денгофа стали переправлять свои хоругви (через Днестр) на плотах и на пароме, так как мостов не было, чтобы прийти на помощь казакам, стоявшим у леса.
2 сентября османы попытались прорваться в недостроенный казачий лагерь. Казаки получили подкрепление от польско-литовской армии и удержали свои позиции. 3 сентября ещё одна османская атака была направлена на левый фланг главных укреплений. Эта атака была остановлена. Во второй половине дня большие османские силы атаковали казачий лагерь. Это нападение вызвало очень ожесточённый бой. Османы были отброшены. Казаки бросились за османами во вражеский лагерь и вернулись в сумерках с богатой добычей. На следующий день, 4 сентября, османы снова попытались захватить лагерь казаков, но снова потерпели неудачу. Контратака армии Речи Посполитой сумела уничтожить несколько османских орудий на их позициях:369. Войска Содружества смогли противостоять османским атакам, потому что османские войска имели слишком много кавалерии и много неопытных артиллеристов и поэтому они были мало эффективны против хороших укреплений.
4 сентября 1621 года были отбиты три попытки штурма лагеря союзников.

… султан построил три красивых боевых эшелона в виде полумесяца, … и двинул свои войска в сражение опять. На сей раз янычары потеряли довольно многих и вынуждены были обратиться в бегство. Наши же с несколькими орудиями стояли в поле и часто палили из них по врагу. Но турок насел на запорожцев или же казаков так сильно, что пришлось посылать к ним на помощь три хоругви немцев.» Первый штурм продолжительностью в пять часов был направлен на казаков. Потом был проведен второй двухчасовой общий штурм. И третий штурм был снова на казацкие позиции. Отбив его и преследуя турок, казаки ворвались в турецкий лагерь. Пограбив лагерь они отступили, забрав с собой вражескую артиллерию, турецкий лагерь был настолько разрушен, что Осман решил поменять его место.

К вечеру, когда турки хотели отступать, они (казаки) вместе с тремя немецкими хоругвями полковника Вайера и полковника Лермута преследовали врага, обратили его в бегство и захватили четыре прекрасных орудия. Правда, пятую пушку из-за того, что она была очень большой и потому в спешке её нельзя было быстро увести, а враг стал возвращаться, бросили, предварительно поломав её колеса.
6 сентября в турецком лагере стало известно что большой отряд запорожцев в Чёрном море потопил 20 турецких судов с пушками и напал на Стамбул (Константинополь). 7 сентября началось с артиллерийского обстрела казацких позиций, после чего атаку начала турецкая конница, потом пошли янычары. На протяжении пяти часов было проведено четыре атаки, но казаки не только выстояли, но и перешли в контратаку. В полдень Осман II направил главный удар на польско-литовский лагерь, который до сих пор не подвергался сильному нападению. Янычары воспользовались отсутствием бдительности у солдат содружества (солдаты спали) на правом фланге польско-литовской армии. Они ворвались в шанцы и перебили около сотни пехотинцев. Однако янычары были выбиты, но ожидалось новое нападение. Около 10 000 османов двинулись в атаку, но затем Ходкевич контратаковал их с тремя эскадронами крылатых гусар и одним эскадроном рейтеров, в общей сложности от 600 до 650 человек. Он лично возглавил атаку. Сипахи не выдержали натиска и хаотично отступили. Силы Ходкевича преследовали их до самого лагеря. Потери османов составили более 500 убитых, а потери польско-литовских сил 30 убитых. Польско-литовская атака нанесла тяжёлые потери и оказала огромное влияние на моральный дух османской армии. В этот же день скончался от полученных ран легендарный литвинский полковник Николай Богуслав Зенович, происходивший из рода молдавских деспотов.
8 сентября во время совета казаков часть старшин, использовав недовольство казаков, вызванное неудачами отдельных отрядов в боях против турок, а также нехваткой продовольствия и фуража, добилась смещения Якова Бородавки и избрания гетманом Петра Сагайдачного. Закованный в кандалы, Бородавка вскоре был казнён под Хотином.
10 сентября Ходкевич предложил провести ночную атаку. Штурм готовился в ночь с 12 на 13 сентября, но как раз перед атакой пошёл сильный ливень, и акцию пришлось отменить:370.
После нескольких дорогостоящих и неудачных штурмов в первую неделю осады, османы попытались взять польско-литовские войска измором, отрезав их от поставки провианта и подкреплений, ожидая, что они умрут от голода и болезней:370. К 14 сентября был возведён временный мост через Днестр, который позволил османам помешать сообщению Хотинской крепости с другой крепостью в соседнем Каменце-Подольске. Это также позволило османам перебросить часть своих пушек на другой берег реки и обстреливать войска Содружества с тыла.
14 сентября в турецкий лагерь прибыл со своим отрядом легендарный среди татар Каракаш-паша. Султан, нарушая обычай, сам выехал встречать Каракаша, который пообещал Осману II одним штурмом снести поляков с литвинами и казаками. 15 сентября Каракаш возглавил штурм шанца полковника Вайера, но уже через час был мёртв и турки остановили штурм.
18 сентября ночью казаки ворвались в османский лагерь на Днестре. Атака была успешной, и османы понесли тяжёлые потери. Аналогичное нападение произошло в ночь с 21 на 22 сентября. На этот раз целью было жилье великого визиря Охрили Хусейн-паши, который был почти взят в плен, но успел скрыться. Такие действия подняли боевой дух войск Содружества:371.
Хотя польско-литовские защитники были ослаблены, османам не удалось сломить их боевой дух. Кроме того, в то время как у защитников заканчивались продовольствие и боеприпасы, османы испытывали аналогичные проблемы. 24 сентября, за несколько дней до снятия осады, престарелый великий гетман литовский Ян Кароль Ходкевич умер в лагере от болезни:570. Заместитель Ходкевича, полковник Станислав Любомирский, принял командование польско-литовскими войсками 23 сентября, когда больной гетман передал ему командование.
25 сентября Любомирский приказал своим ослабленным войскам отступить и занять меньшую, более короткую оборонительную линию; османы предприняли ещё одну попытку штурма, надеясь, что обороняющиеся будут дезорганизованы, но снова атака не удалась. 28 сентября артиллерийским обстрелом начался последний великий штурм. Султан бросил в бой всё. На протяжении дня было проведено девять атак. Но османы шли в бой с большой неохотой, по свидетельствам самих турок потери в этот день были наибольшими за все время боевых действий:372.
Позднее время года, потеря примерно 40 000 человек в бою, общее истощение османской армии и тот факт, что также были на исходе припасы, вынудили Османа II принять предложение защитников начать переговоры, даже несмотря на то, что польско-литовские войска были почти без снабжения (легенда гласит, что к концу осады армия Речи Посполитой была истощена до последней бочки пороха):570.

## Последствия битвы
В результате битвы обе стороны понесли большие потери в результате боевых действий, голода и болезней. 29 сентября начались переговоры о заключении мира. Они закончились 9 октября 1621 года, когда был подписан Хотинский мирный договор. В некоторых пунктах он отдавал предпочтение Речи Посполитой, но Османская империя также получила то, что хотела. Территориальных изменений не произошло; граница между Речью Посполитой и Османской империей была подтверждена рекой Днестр, и Речь Посполитая признала Османский суверенитет над Молдавией; Турции и Крымскому ханству запрещалось совершать набеги на земли Речи Посполитой; запорожцам запрещалось совершать походы на Крым и Турцию. В Речи Посполитой и среди казаков остановка огромной Османской армии воспринималась как великая победа.
10 октября турецкая армия покинула лагерь, а 13 октября поляки и казаки ушли за Днестр, который оставался границей Речи Посполитой.
Сам султан Осман II был недоволен исходом сражения и возложил вину за него на янычар. Осман II хотел модернизировать армию, которую он винил в поражении; однако его планам модернизации противостояли янычары, придерживающиеся старым военным традициям. Это противостояние вылилось в восстание янычар в 1622 году, в ходе которого Осман II был свергнут и убит.
Уже потеряв гетмана великого литовского Яна Ходкевича во время битвы, Речь Посполитая вскоре потеряла ещё одного из своих самых заметных военных деятелей начала XVII века в лице гетмана войска запорожского Петра Конашевича Сагайдачного, который не смог оправиться от боевых ранений и умер через несколько месяцев.
В честь Хотинской битвы Папа Григорий XV и Папа Урбан VIII за мужество войска посвятили день памяти — 10 октября и католическая церковь до конца XIX века справляла в этот день специальную службу.

## В культуре
Хотинская битва стала самой крупной битвой в истории Речи Посполитой и была провозглашена великой победой над «язычниками». Среди рассказов о битве есть довольно односторонний отрывок из книги Вацлава Потоцкого «Transakcja wojny chocimskiej» («Ход Хотинской войны»):347, написанной в период 1669—1672 годов. Она была основана на менее известном Commentariorum Chotinensis belli libri tres («Комментарии к Хотинской войне в трёх томах») (дневник, опубликованный в 1646 году) Якуба Собеского и других источниках, ныне утраченных.
Молодой султан Осман II провозгласил победу и заявил, что результатом этой битвы стала победа османов над «гяурами». Когда он вернулся в Константинополь 27 декабря 1621 года, он вошёл с победной процессией; три дня и три ночи праздновалась «победа». Однако на самом деле молодой султан был крайне недоволен результатом сражения и действием своих войск, особенно янычар, во время похода и начал принимать меры по реформированию османской армии. Эта попытка привела к восстанию в армии, студентов медресе (религиозной школы) и богатых купцов в мае 1622 года, в конце которого султан Осман II был свергнут и убит главарями толпы. Это восстание и гибель молодого султана (которому было всего 17 лет, когда он был убит) одно из событий, о которых больше всего пишут османские историки и которые часто появляются в османской придворной литературе и османской популярной литературе. В народных кофейнях Стамбула (вплоть до конца XIX века) народные сказители рассказывали истории, многие в поэтической форме, о подвигах молодого османа (в том числе Хотина) и его трагической кончине.
Битва при Хотине увековечена на могиле неизвестного Солдата в Варшаве надписью «CHOCIM 2 IX-9 X 1621/10-11 XI 1673».